# Grupo Line Futsal
AD Grupo Line Futsal – kostarykański klub futsalowy z siedzibą w mieście San José, do 2018 występował w najwyższej klasie rozgrywkowej Kostaryki. W lutym 2018 w znak protestu przeciwko decyzji Sądu o unieważnienie wyniku meczu finałowego o mistrzostwo kraju 2017 właściciel klubu ogłosił o sprzedaży franczyzy dla Asociación de Fútbol Sala de Cariari.

## Sukcesy
- Klubowe Mistrzostwa CONCACAF w futsalu: 2017
- Mistrzostwo Kostaryki (1): 2016, 2017[3]